# 酮泛解酸
酮泛解酸是一种有机化合物，结构简式HOCH2(CH3)2CC(O)CO2H，结构上与泛解酸类似，属于Ω-羟基酮酸，在体内由α-酮异戊酸羟甲基化生成，在生理条件下以共軛鹼的形式存在。